# Rally de Tierra de Pozoblanco de 2008
El Rally de Tierra de Pozoblanco de 2008 fue la primera prueba de rally de la localidad pozoalbense y la ronda inaugural de la Temporada 2008 del Campeonato de España de Rally de Tierra. Celebrados los días 7 y 8 de marzo, contó con ocho tramos para un total de 88,74 km cronometrados. 
La victoria fue para Xevi Pons, acompañado en el podio por Yeray Lemes y Alexander Villanueva, todos ellos con el | Mitsubishi Lancer Evo IX.

## Clasificación final
| Pos.               | Piloto               | Copiloto              | Automóvil                  | Tiempo  | Diferencia |
| General            | General              | General               | General                    | General | General    |
| ------------------ | -------------------- | --------------------- | -------------------------- | ------- | ---------- |
| 1.                 | Xevi Pons            | Carlos del Barrio     | Mitsubishi Lancer Evo IX   | 48:12.0 | 0.0        |
| 2.                 | Yeray Lemes          | Rogelio Peñate        | Mitsubishi Lancer Evo IX   | 48:59.1 | +47.1      |
| 3.                 | Alexander Villanueva | Arelle Tramont        | Mitsubishi Lancer Evo IX   | 50:25.7 | +2:13.7    |
| 4.                 | Óscar Fuertes        | Hélio Casarrubios     | Mitsubishi Lancer Evo IX   | 50:28.1 | +2:16.1    |
| 5.                 | Jorge García         | Enrique Velasco       | Mitsubishi Lancer Evo IX   | 51:22.9 | +3:10.9    |
| 6.                 | Joan Roca            | Oriol Julià           | Mitsubishi Lancer Evo IX   | 51:23.8 | +3:11.8    |
| 7.                 | Williams Villanueva  | Borja Aguado          | Mitsubishi Lancer Evo VII  | 51:25.1 | +3:13.1    |
| 8.                 | Eduard Pons          | Álex Haro             | Subaru Impreza STi N12B    | 51:47.1 | +3:35.1    |
| 9.                 | José Jacinto Burgos  | Joseba Larrinaga      | Mitsubishi Lancer Evo VIII | 53:05.6 | +4:53.6    |
| 10.                | Enrique Sevilla      | Víctor Manuel Ferrero | Peugeot 206 GTi            | 53:46.5 | +5:34.5    |
| Mitsubishi Evo Cup |                      |                       |                            |         |            |
| 1.                 | Xevi Pons            | Carlos del Barrio     | Mitsubishi Lancer Evo IX   | 48:12.0 | 0.0        |
| 2.                 | Yeray Lemes          | Rogelio Peñate        | Mitsubishi Lancer Evo IX   | 48:59.1 | +47.1      |
| 3.                 | Alexander Villanueva | Arelle Tramont        | Mitsubishi Lancer Evo IX   | 50:25.7 | +2:13.7    |
| Grupo N            |                      |                       |                            |         |            |
| 1.                 | Jorge García         | Enrique Velasco       | Mitsubishi Lancer Evo IX   | 51:22.9 | 0.0        |
| 2.                 | Williams Villanueva  | Borja Aguado          | Mitsubishi Lancer Evo VII  | 51:25.1 | +2.2       |
| 3.                 | Nacho Gabari         | Cristina González     | Mitsubishi Lancer Evo VII  | 55:13.5 | +3:50.6    |